# سیارک ۱۲۴۹۶
سیارک ۱۲۴۹۶ (به انگلیسی: 12496 Ekholm، نامگذاری:1998FF9) دوازده هزار و چهارصد و نود و ششمین سیارک کشف شده‌است که در ۲۲ مارس ۱۹۹۸ کشف شد.
قدر مطلق سیارک برابر ۱۷.۸ است.